# Amina Orfi
Amina Orfi , née le 29 juin 2007 au Caire, est une joueuse professionnelle de squash représentant l'Égypte. Elle atteint en mars 2025 la 5e place mondiale sur le circuit international, son meilleur classement. Elle est championne du monde junior en 2022 à l'âge de quinze ans et conserve son titre en 2023 et 2024.

## Biographie
Amina Orfi montre très tôt des prédispositions pour le squash remportant chaque année le British Junior Open. En 2022, elle devient championne du monde junior à l'âge de quinze ans, plus jeune lauréate depuis Nour El Sherbini dans cette compétition ouverte aux joueuses de moins de 19 ans. L'année suivante en 2023, elle remporte également le British Junior Open dans la catégorie moins de 19 ans. Pour son premier tournoi PSA World Tour, elle s'incline en finale du tournoi Squash on Fire Open féminin 2023 face à Tinne Gilis. En  mai 2023, elle rentre pour la première fois dans le top 50 après avoir participé aux championnats du monde et devenue la plus jeune joueuse de l'histoire à atteindre le 3e tour. Elle conserve son titre de championne du monde junior l'année suivante face à la Malaisienne Aira Azman. Lors de l'US Open 2023, elle bat la Néo-zélandaise Joelle King, 4e joueuse mondiale et devient à l'âge de 16 ans et trois mois la plus jeune joueuse à atteindre un quart de finale en tournoi platinium. En 2024, elle devient la première joueuse à remporter trois fois consécutivement le championnat du monde junior.
En septembre 2024, elle devient la deuxième plus jeune joueuse à intégrer le top 10 derrière Nour El Sherbini. En novembre 2024, elle remporte l'Open de Singapour et devient la plus jeune gagnante d'un tournoi Gold.
En avril 2025 lors du tournoi El Gouna International, elle se hisse pour la première fois en demi-finale d'un tournoi platinum en s'imposant face à la multiple championne du monde Nour El Sherbini  après un match long de 101 min.

## Palmarès

### Titres
- Open de Nouvelle-Zélande de squash: 2025
- Open de Singapour : 2024
- Open de Malaisie : 2024
- Squash on Fire Open féminin 2024
- British Junior Open : 2023
- Championnats du monde junior : 4 titres (2022, 2023, 2024, 2025)

### Finales
- El Gouna International : 2025
- Open d'Australie : 2 finales (2024, 2025)
- The Hong Kong Football Club Open 2023